# Club 57 Tourbillon
Club 57 Tourbillon – kongijski klub piłkarski grający w drugiej, a niegdyś w pierwszej lidze kongijskiej, mający siedzibę w mieście Brazzaville.

## Sukcesy
- Puchar Konga:[1]
  - zwycięstwo (1): 2008.

## Występy w afrykańskich pucharach
| Sezon | Rozgrywki           | Runda   | Kraj                          | Klub              | Dom | Wyjazd | Dwumecz |
| ----- | ------------------- | ------- | ----------------------------- | ----------------- | --- | ------ | ------- |
| 2009  | Puchar Konfederacji | wstępna | Demokratyczna Republika Konga | OC Bukavu Dawa    | 1–1 | 3–3    | 4–4     |
| 2009  | Puchar Konfederacji | 1       | Nigeria                       | Bayelsa United FC | 0–0 | 0–1    | 0–1     |

## Stadion
Domowe mecze klub rozgrywa na stadionie o nazwie Stade Alphonse Massemba-Débat w Brazzaville, który może pomieścić 33 037 widzów.

## Reprezentanci kraju grający w klubie od 1991 roku
Stan na styczeń 2023.
| - Houston Bounkoulou - Rochel Kivouri - Rommel Makoundou Raffet - Elie Rock Malonga | - Roland Nkimbi - Patrick Nkombo - Denis Tsoumou - Michel Abimala |